# Манастир Свете Богородице Сићево
Манастир Свете Богородице Сићево, Манастир Ваведење Пресвете Богородице, Манастир Сићево је српски манастир из прве половине 17. века посвећен Богородичином Ваведењу. Манастир се налази у атару места Сићева у општини Нишка Бања на око 16 km, источно од Ниша према Пироту, у почетном делу Сићевачке клисуре, испод „Големог камена“, Кусаче, на левој обали реке Нишаве, у улици Владимира Милетића.
Манастирски комплекс, као лепо усклађен спој средњовековног и нововековног градитељства, у добро очуваном стању, о коме бригу воде само три калуђерице, размештен је у прелепом пејзажу нетакнуте природе ван градске гужве, на нешто мање од два километра јужно од магистралног пута Ниш—Софија, испред скретања за село Сићево.
Црква манастира Свете Богородице у Сићеву, да ли је по намени манастирска или гробљанска, није до краја дефинисана. На основу археолошких истраживања спроведених од 1985. до 1986. године испод темеља цркве пронађени су скелети на основу којих се претпоставља да се ради о гробљанској цркви, која је накнадно саграђена на месту старијег гробља. Такође на ово претпоставку упућује и чињенице да је црква малих димензија (за око 50 верника), скученог простор између лука апсиде и часне трпезе.

## Статус и степен заштите
Због свог историјског, архитектонског, ликовног и верског значаја манастир Св. Богородице у Сићеву проглашена је решењем Републичког завода за заштиту споменика културе Србије 01 бр. 965/02, од 18. децембра 1963., манастир Сићево — црква Свете Богородице у Сићеву има својство споменика културе, и уписана је у Централни регистар споменика културе у Републици Србији са следећим образложењем:
| „ | Да црква Свете Богородице манастира Сићево има историјску, архитектонску и сликарску споменичну вредност, јер сведочи о уметничкој делатности нашег народа у тешким условима под ропством Турака почетком 17. века, и да је својом архитектуром и преосталим живописом значајна за проучавање архитектуре и сликарства у Србији у то доба... | ” |

Надлежни завод који води локални регистар и бригу о овом локалитету је: Завод за заштиту споменика културе Ниш.

## Положај и карактеристике манастирског комплекса
Манастир Свете Богородице Сићево територијално припада нишкој епархији, а административно општини Нишка Бања.
Манастирски комплекс смештен је на живописним пределима Сићевачке клисуре, у делу познатом под називом Кусача, дугачком око 5,4 километара који се пружа од насеља Просек (бетонски мост на Нишави) до бетонске бране хидроелектричне централе на Нишави код села Сићева, у улици Владимира Милетића.
На јужној страни Сићевачке клисуре, од леве обале Нишаве, земљиште (на коме се налази и манастирски комплекс) већим делом је стрмо и од средине прелази у окомите стене, које клисуру ограђују са југа и истока.
На простору централног дела Кусаче (771 m), која је пошумљен храстовом, липовом и грабовом шумом (на заравни „Петрова ливада“), на површини од око 10,5 хектара, налази се манастирски комплекс Манастира Свете Богородице Сићево окружен густом шумом и бројним објектима. Од 1970. године па надаље, овај део Сићевачке клисуре, око манастирског комплекса, са свих његових страна прерастао је у велико викенд насеље са преко 300 викенд кућа, занатских и угоститељских објеката.
На супротној (североисточној) страни Сићевачке клисуре супротно од манастирског дворишта пружа се поглед на село Сићево.
Од међународног пута Ниш — Димитровград, непосредно испред скретања за село Сићево до манастира се стиже асфалтним путем (дугим око један километар), који гледано из правца Ниша скреће десно ка реци Нишави и хидроцентрали Сићево, одакле након преласка Нишаве и вештачког канала (који водом снабдева хидроцентралу), почиње успон ка манастиру, кроз викенд насеље и комплекс манастирске шуме све до улаза у манастирско двориште.
Земљиште на коме је смештен манастир Света Богородица у Сићеву стрмо је и налази се на благо нагнутим брежуљцима. Целокупна манастирска имовина која је груписано око манастира,  налази се на површини од 10 хектара, 38 ари и 35 m².
„Манастирски комплекс који је некада имао 1,50 хектар ораница 0,90 хектара под ливадом, 7. хектара под пашњаком, 10 хектара под шумом, 0,50 хектара под виноградом, данас не располаже ораницама, а и оно мало што је имао пре Другог светског рата (1,50 хектар) земље за обраду, због изложености одроњавању обухватила је вегетација и на тим местима су данас шуме.“
Географски положај
- Северна географска ширина: 43° 20′ 28"
- Источна географска дужина 22° 5′ 1"
- Надморска висина: 400 m

## Историја
Историја Манастир Свете Богородице Сићево није позната, па се она може надокнадити сагледавањем историјских података о области у којој је он поникао. Након обнове Пећке патријаршије 1557. године нишка митрополија у историји српске православне цркве имала је значајно место. Према дефтеру црквене канцеларије од 1640 до 1655, српској патријаршији припадало је и Сићево али ко је у том периоду управљао нишком епархијом, не може се поуздано тврдити. Претпоставља се да је у раздобљу када је саграђена и живописана црква Свете Богородице (мада се то не спомиње у ктиторском натпису), на челу епархије налазио епископ Нишки, или, тачније, епископ Нишевски Герасим, који се и потписао 1645. године на маргини књиге, која се сада налази у манастиру Хиландару.
Најновија истраживања иду у прилог чињеници да је делатност патријарха Пајсија y области Ниша, као и широм Пећке патријаршије, допринела оживљавању културног и црквеног живота, јер је он створи атмосферу y којој су цркве грађене и осликаване. Под његовим благословом у сеоском окружењу Ниша граде се и обнављају храмови, пишу и украшавају књиге. 
Ова чињеница досад је запостављана, што је имало за последицу да је прва половина 17. века на овим просторима остала недовољно разјашњена. Црква Св. Богородице је једино y целости сачувано сведочанство ο другачијим, за православни живаљ подношљивим културно-историјским околностима y нишком окружењу, чему је делатност патријарха Пајсија умногоме допринела.

### Услови за настанак
Сићевачка клисура, пробојница реке Нишаве, непроходна све до пред крај 19. века када је овај простор ослобођен од вишевековног ропства од Османског царства и кроз њене теснаце и кречњачке громаде пробијена пруга Ниш—Софија, у својим живописним пределима и забитима скривала је вековима, иако „скромних размера и ненаметљивог изгледа“, значајна материјална и културна сведочанства средњовековне прошлости Ниша, Нишавља и Јужне Србије. На ово је утицала чињеница да је још из доба Римског царства Сићевачка клисура представљала за градитеље путева несавладиву препреку, па су је сви магистрални путни правци укључујући ту и чувени Виа Милитарис заобилазили са њене јужне стране, преко планине Куновице. На овој планини 2. јануара 1444. године Српска и Угарска војска предвођена Ђурађ Бранковићем и Јанком Хуњадином у свом последњем покушају да заустави османлијску војску у њеном освајачком походу, уништи и у самом средишту Куновице, заустави је и разбије. И поред првих успеха Српска и Угарска војска се повлаче са простора Нишавља и његови становници падају под вишевековно ропство Османлијског царства.
Такође и за градитеље путева из време Османлијског царства Сићевачка клисура је остала несавладива препрека па је остала по страни важних путева, или Цариградског друма, који је преко Куновице дошао скоро потпуно истом трасом као Виа Милитарис. То је стварало идеалне услове да се живот у неприступачним гудурама Сићевачка клисура одвијао у знаку духовног мира ослобођен страха, посебно у ратним временима и вишевековном ропству Србије под Османлијским царством. Тај њен унутрашњи мир привлачио је многе духовнике, са разних простора Балкана. Тако је средином 15. века, почело насељавање Сићевачке клисуре калуђерима који су бежећи са Истока према Западу, пред налетом Османлија, повлачили ка Западу. Међу њима су били монаси Грци, Бугари, али и Срби са Свете горе. Све бројнији монаси су у скровитим и готово митским пределима Сићевачке клисуре градили су бројне манастире, цркве и црквишта, желећи да достигну „духовне висине“ (истовремено штитећи сопствене животе од терора Османлија).
Тако је простор Сићевачке клисуре постао црквено средиште, нека врста мале „свете горе“, у којој су се књиге писале и осликавале, цркве и манастири обнављали или из основе градили и живописали. Ова духовна, стецишта код околног становништва осмислила су многе легенде о тајновитим и готово митским пределима Сићевачке клисуре. Једна од њих је она о постанку Манастира Свете Богородице у Сићеву, на густо пошумљеним северним падинама Кусаче.
| „ | „Легенда говори да је црква Манастира Свете Богородице под најездом Османлија „прелетела“ са једног на друго место“? | ” |

На све већи значај Сићевачке „свете горе“ утицала је и чињеница да је у време владавине Османлијског царства Ниш био административни и верски центар царевине, која је ограничавала све немуслиманске вере, тако да се верски и културни живот Срба и других хришћана, није могао да одвија у самом граду, па је велики број монаха, пренео духовни живот у мир беспућа Сићевачке клисуре. Такође су имућнији Срби из Ниша и околине водили бригу о црквама и манастирима и настојали да што даље од Османлија у миру и безбедно, обављају православне верске обреде.
Велике заслуге за развој духовног и уметничког живота у српским манастирима у првој половини 17. века имао је и патријарх Пајсије (1614-1647.) који је радио на обнови мањих храмова, попут овог.
За све време владавине Османлија дизане су буне и устанци, па су се по беспућима Сићевачке клисуре и у њеним манастирима крили и многи устаници и хајдуци, што је још више јачало цркве и манастире., дуж долине Нишаве.

### Оснивање и манастир за време Османлијског царства
Са сигурношћу се не може одредити време, када је манастир Свете Богородице Сићево подигнут. Турци су у нишком крају пљачкали цркве и уништавали документацију, тако да је готово немогуће у потпуности реконструисати догађаје везане за овај храм. Првобитна црква, посвећена Ваведењу Свете Богородице, највероватније је настала у доба Мрњавчевића, који су владали у Нишу и његовој околини почетком 14. века, као претеча будућег манастира. По легенди, налазила се наспрам данашње цркве уз десну обалу Нишаве, непосредно изнад садашњег пута за село Сићево, на локалитету познатом под називом Кулина, где се и данас виде остаци темеља старе цркве:
На кршевитој десној обали Нишаве има још једна запустела, и једва приступачна црква од познатог строја са пиргом.
Османлије су ову цркву често палили и разарали, па су верници материјал са рушевина преместили на садашње, мање приступачно место прекривено густом шумом у подножју брда Кусаче. Натпис изнад улаза у наос цркве потврђује да је сада постојећи храм подигнут из основа 1644. за живота патријарха Пајсија и у време духовника попа Јована, када су га браћа Веселин, Симон и Живко саградила преносећи на руке, камен по камен старе цркве. Црква је те године први пут животописана а иконописац је био извесни Веселин.
Према наводима нишких археолога и историчара манастир ја на новој локацији, изграђен из темеља, на месту некадашњег гробља и да не постоји ни један податак да је ту некада постајала црква. Приликом конзерваторских радова на манастирској цркви констатован је камени блок са фрагментом фреске. Тако да се доста поуздано може прихватити народна легенда да је манастир Света Богородица изграђен од матерјала порушене цркве на десној обали Нишаве.
Османлије су новоосновани манастир Сићево поново, као и стару цркву, више пута пустошили. Прота Петар В. Гагулић Игуман Иљчински, у својој књизи наводи, да је по народном предању храм Свете Богородице у близини села Сићева, дуги низ година и деценија, често био напуштен и без монаштва. Манастир је обновљен 1835. године, а поп Петар, свештеник овдашњи је тек 1875. године у обновљеном храму почео да врши богослужења.
 При манастиру је током 19. века радила школа.
Када је 1876. кнежевина Србија отпочела рат са Турцима за ослобођење југа Србије, у манастиру је Сићевчанин Живко Ранчић окупио око себе мноштво присталица и организовао устанак. Уз помоћ оружја којим их је помогла кнежевине Србије, устаници су однели неколико победа над Османлијама. Након привременог примирја постигнутог између Османлија и Срба, неко је потказао Живка као коловођу устаника и Османлије су га у знак одмазде обесили на Грамади 1876. године.
После Српско-Турских ратова (1876—1878) и ослобођења Ниша од Турака 1878. године манастир почиње да живи свој другачији живот, ослобођен свих ограничења и забрана ширења и пропагирања вере на овом простору.
Само десет година од ослобођења Ниша и околине од Турака у периоду од 1886. до 1887. инжињерске јединице српске војске, пробиле су пругу кроз Сићевачку клисуру и по први пут успоставиле железнички саобраћај између Ниша и Софије, што је имало велики значај за све учесталије посете верника и туриста манастиру. У том периоду то је један од ретких манастира у Нишкој Епархији који је био у целости сачуван упркос Османлијској окупацији. Према Државном календару Краљевине Србије 1897. године манастир Сићевачки је припадао епархији Нишкој, и по статусу је спадао у манастире "III реда". Братство су чинила само два калуђера: игуман Доротеј и јеромонах Вићентије. Његов метох је тада био "манастир Просечки". Монаштво се из године у годину све више увећавало, а са новим монасима започели су и радови на рестаурацији оштећених и дотрајалих фресака у припрати, и изградња објеката на манастирском земљишту (конака, спомен чесме...).

### Манастир између светских ратова (1914—1941)
Манастир је за време Првог светског рата опет страдао. Сићевачка клисура и цела нишка област су у Првом светском рату били под бугарском окупацијом. Окупаторска војска се вандалски односила према многим српским светињама па и према Манастиру Сићево. О томе можемо закључити из Летописа манастира Сићевачког, у коме игуман Порфирије Иљчински наводи да су сви ликови и иконе манастира биле оштећене ножевима — бајонетима или сличним оруђем.
Његова последња већа обнова урађена је 1921. године захваљујући залагању
- руског академског сликара Василија Рудановског  (1874 – 1957) је својим радом на пољу црквене уметности оставио значајан траг у Нишу и његовој широкој околини, спајањем импресионизма и реализма и облика, чему је тежила и традиционална византијска уметност.
- игумана Порфирија
- манастрирског братства.

Стари иконостас је током рата у целости спаљен, а постојећи су осликали руски мајстори 1928., о чему сведочи сачувани запис.
Обнови манастира у периоду између два Светска рата, умногоме су допринеле; честе посете високих црквених великодостојника и посета 13. септембра 1932. године, краља Југославије Александра I Карађорђевића.

### Манастир у Другом светском рату
Током Другог светског рата манастир је живео релативно мирним животом и није претрпео оштећења и разарања. Томе је умногоме допринела чињеница да је Сићевачка клисура, која је били под немачком окупационом зоном (Недићевом Србијом) била од изузетног значаја због железничке комуникације Ниш — Софија, и хидроцентрале Сићево у непосредној близини манастира па је овај простор био изузетно добро обезбеђен. Један од немачких бункера, који је служио обезбеђењу хидроцентрале на Нишави, био је код самог манастирског винограда, на само пар стотина метара од манастира. 
| „ | Пругу и хидроцентралу је обезбеђивала бугарска окупациона војска, што је: онемогућавало да се партизанске јединице концентришу близу манастира, као и јединице југословенске војске у отаџбини — четници. | ” |

Тиме су избегнута разарања Манастира у могућим међусобним сукобима зараћених страна, а захваљујући Немцима била је искључене и могућност репресија према монасима и вандализма према српским светињама у Сићевачкој клисури, као што је то било у Великом рату од стране бугарских окупатора.

## Манастирски комплекс објеката
Манастирски комплекс усечен у стеновито подножје брда Кусаче састоји се из Богородичне цркве (посвећена Ваведењу Свете Богородице), куле звонаре (саграђене 1938, са два звона из 1880) манастирске чесме из 1813., манастирског гробља, спратног (старог) конака из 1880. и виле „Персида“. У манастирској порти, новијег датума су новоизграђена трпезарија са летњом кухињом, нови конак (сазидан 1970), економске зграде и предпростор као заштита цркве и њених икона од кише и сунца. 

### Црква Ваведење Свете Богородице
Централни објекат манастирског комплекса је Црква Свете Богородице, која се састоји из два дела, од 2008. године градитељски спојена у једну целину;
Стари део
Стари део или Црква Свете Богородице са мањом припратом изграђена је 1644. године, и до данас уз веће или мање измене током конзерваторских радова сачувала је своју првобитну аутентичност.
Нови део
Нови део је заправо „нова“ припрата, која се спреда пружа испред западне стране цркве њеном целом ширином, и бочно (у ширини старе припрате) са северне и јужне стране и са три стране штити од временских утицаја стару припрату Цркве Свете Богородице. Припрата је препокривена посебним кровом на две воде који је нешто испод нивоа крова старе цркве, са јужне и северне стране и нешто изнад нивоа са западне стране. Нова припрата је освештена 2008. године. 

#### Намена
Црква Свете Богородице, чија права намена је и даље непозната, једина је у целости очувана црква из времена бројних окупација нишког подручја у 20. веку. Ликовна особеност и значај цркве огледа се у томе што сведочи о стваралачким достигнућима и уметничким схватањима православних верника овог краја, Нишке области и источног дела Србије.
| „ | Својом историјско-уметничком одликом црква Свете Богородице попуњава празнину у поствизантиској уметности Балкана у којој област Ниша и Нишавља заузима запажено место. | ” |

#### Архитектура
Архитектура Црква Свете Богородице (карактеристична за историју српског градитељства у 16. и 17. веку) по свој прилици остала би непримећена у стручним круговима, да се дуж њених унутрашњих страна бочних зидова не налазе прислоњени луци, ретки у овом историјском раздобљу.
По архитектонској замисли стари део Богородичне црква је једноставна једнобродна грађевина правоугаоне основе, са олтаром и полукружном апсидом, на источној, и некад отвореном, правоугаоном припратом на западној страни.
Црква је засведена полуобличастим сводом који је положен на бочне прислоњене лукове ослоњене на пиластере.
На западној страни цркве налази се правоугаоног облика, отворена, мала припрата старог дела цркве у коју се улази кроз трем који чине три једноставне аркаде. До изградње новог (дограђеног) дела цркве припрата на старом делу цркве била је затворена дрвеним вратима и застакљена. Три једноставна аркаде на зиданим стубовима су лукови плитко усечени у масу зида и опшивени једним редом радијално поређаних опека. Некада је само средишња аркада била улазна док су бочне биле застакљене. Након доградње нове припрате врата и обе стаклене површине су уклоњене као и потпрозорници, тако да се сада у стару припрату улази кроз све три аркаде.
Изнад улаза је двопојасна плитка ниша у чијој унутрашњости су видљиви трагови боје. После 1875. године цела западна фасада је осликана.
Црква је грађена од грубо тесаног ломљеног камена уз местимичну употребу опеке, занатски добро сложене, са кровом конструкцијом на две воде покривеним ћерамидом. У подстрешју, осим на западној страни, простиру се два реда „на зуб“ постављених опека, као скроман али елегантан пластични украс. На висини од 1 метра опека (дебљине 4,5 сантиметра) порађана је хоризонтално, како би била извршена нивелација зидних маса. На јужној и источној страни уочавају се два реда опеке а на северној страни она су прекривени дерсовањем приликом конзерваторских радова.
Бочно, на северној и јужној страни старе цркве налази се по један мањи прозорски отвор, док је на олтарској апсиди, са источне стране, прозорски отвор нешто већи. Унутрашњост цркве је кроз ове прозорске отворе релативно добро осветљена.
Углови цркве су фино обрађени већим тесаницима. Зидови су ојачани употребом неке врсте роштиља сачињеног од дрвених греда. Спољне површине зидних платана биле су прекривене малтером прожетим ситно туцаном опеком, како би се уклониле неравнине настале зидањем и добила блага црвена нијанса. Камена пластика примењена при градњи цркве била је јако скромна и углавном сведена на обраду архитектонских детаља.

#### Фреско-декорација
Унутрашњост манастирске цркве и припрата прекривена је фреско декорацијом насталом у периоду од 1643. до 1644. Зидна декорација наоса и источног зида припрате истовремена је са ктиторским натписом. Остала зидна платна припрате осликана су у 19. веку.
У основи, фреско декорација Богородичне цркве, заснована је на сликарским традицијама Србије од 14. века па све до краја 16. века, као и на достигнућима поствизантијског сликарства са простора западне Бугарске и северне Грчке. Овакав еклектицизам карактеристичан је за сликарство 17. века, а усклађивање елемената зависило је од уметникове способности и талента.
Сликарство овог манастира, данас се намеће као једино сведочанство о уметничким захтевима, естетским стремљењима и односу према духовности становника нишке области, из историјског периода када су на овом простору османлије биле најјача сила. На основу ове фрескодекорације дошло се до сазнања да уметнички живот у Нишу и његовом окружењу и поред свих недаћа није замро.

#### Подела фреско ансамбла по зонама
Фреско ансамбл Црква Ваведење Свете Богородице може се поделити у четири зоне и у оквиру стандардног репертоара, обухвата и иконографски ређе представе, каква је Богородица типа Живоносни источник или детињи лика Андроника насликан уз св. Константина и Јелену. 
Прва зона
Овој зони фреско ансамбла припада уобичајени низ стојећих фигура. У сликању светих ратника у првој зони храма запажа се, можда типично, словенска појединост јер се свети ратници представљају истовремено као наоружани ратници али сви са венцима мучеништва, а Св. Ђорђе и Св. Димитрије држе
и мученички крст.
Место у првој зони добили су и свети лекари, затим св. Симеон и св. Сава Српски, цар Константин и царица Јелена уз коју је неочекивано насликана умањена фигура св. Андроника. 
Друга зона
У овој зони смештена су слободна и, у медаљону смештена, светитељска попрсја. Причешће апостола изнад којег је стојећа фигура Богородице Оранте која стоји на постаменту испред престола, приказује мајстора као истинског поштоваоца старих иконографских решења.
У зони медаљона светитељи су приказани двојако, на западном зиду ређају се једноставна попрсја лекара и мученица, док су на осталим зидовима светитељи у медаљонима постављеним на богату орнаменталну подлогу.
Тређа зона
Фреско ансамб у овој зони обједињује одабране сцене из Великих Празника, Страдања Христових и Живота Богородице. У зони Великих празника уметнута је, неуобичајено представа Три младића у огњеној пећи. Уобичајен редослед Великих празника на западном зиду допуњују композиције Рођење Богородице и Богородица Живоносни источник у коме Успење Богородице доминира на западном зиду.
Из циклуса Христовог страдања у Велике празнике уметнуте су композиције Привођење Пилату и Распеће. Тајна вечера смештена је на неуобичајеном месту на лучном одсечку западног зида наоса, у темену
лука што се може тумачити као потребом истицања ове композиције нетипичног изгледа услед пораста њене популарности у том периоду.
Четврта зона
У темену свода, као четвртој зони, доминантне су Христове префигурације, док су на ободу представљени пророци. У своду су медаљони са централном и највећом представом Христа Пантократора са читко исписаним текстом 102. псалма. Представу Христа окружује 10 медаљона са попрсјима анђела. Целину употпуњавају симболи јеванђелиста.
Источно од централне представе Пантократора постављен је мањи медаљон са представом Старца Дана док је западно Христ Емануил. Ове три централне представе праћене су са јужне и северне стране опојасаним фигурама пророка.

##### Живопис цркве (општа разматрања)
Сликарство 17. века у цркви је заступљено на источном зиду припрате где је насликана композиција Страшног суда, док је у ниши изнад улаза у наос насликана представа Богородице са Христом. У оквиру композиције Страшног суда запажа се један детаљ типичан за доба турске владавине-група убогих и сиротих која се придружује хоровима блажених.
Вредности овог архитектонски скромног, световног објекта доприносе фреске на унутрашњим зидним површинама наоса и припрате. Доминантно место у припрати заузимају сцене Богородичиног акатиста и део Страшног суда на источном зиду. У наосу зидне декорације чине илустрације Великих празника и Христовог страдања. Светао и оскудан колорит сићевачког сликарства, надокнађен је коректним цртежом, који, иако наглашен, није наметљив.
Добро очуване партије животописа су из руку вештог мајстора, који је са мање стручним помоћником, украсио зидове ове цркве у духу сликарства друге и треће деценије 17. века. Светао и колористички сведен и оскудан а у цртежу коректан, иако наглашен, и ненаметљив, овај живопис припада бољим сликарским остварењима свога доба. Најпознатији мајстор који је осликао цркву припадао је радионици патријарха Пајсија, чији су мајстори били познати у српским областима по неспретности у цртежу и рустичности у колориту. 
Како су после после Првог светског рата сви ликови и иконе били оштећени ножевима, бајонетима или сличним оруђем, а иконостасу из 19. века изгубљен сваки траг, Порфирије Иљчински — Рус, уложио је много труда да се оштећено и недостајуће обнови. Његовим залагањем обновљена су оштећења на иконама, саграђен и осликан нов иконостас. Пресликавање појединих оштећених партија живописа и нови иконостас, у данашњем облику 1927., осликао је руски емигрант и уметник Василије Рудановски, професор цртања у нишкој гимназији.

##### Живопис припрате
Према речима Мише Ракоција...живопис сићевачке припрате од посебног је значаја за историју сликарства Ниша. Са њим се успоставља веза између одлазећег зографског сликарства и наступајућег романтизма и реализма оличеног у делима Ђорђа Крстића за иконостас нишке Саборне цркве. Тај прелаз премошћава сликар сићевачке припрате, академизованим византијским фрескама.
Сликарство припрате у време посете М. Валтровића и Д. Милутиновића било је сачувано у фрагментима од којих је данас видљив само мали број. У другој половини 19. века припрата је затворена, делови живописа рестаурирани, а већи делови сликани преко старијих композиција на којима се ређао циклус скраћеног Акатиста Богородице, нарочито популарног у 17. веку.
Испод новијег сликарства на фасади припрате има старијих фресака, документованих цртежом Ф. Каница пре настанка новог слоја 1875. године. Приказане су и интервенције мајстора позваних да освеже или поновно
насликају оштећени живопис. Идетификују се и интервенције руског уметника Рудановског из 1921. године, значајне за потпуније познавање оригиналне иконографије одређених ликовних целина.

##### Иконостас
Од старог иконостаса из 19. века сачувана је икона Св. Тројице из 1879. године. Пред Други светски рат у олтару код северних двери, уз икону Светог Петра још се налазио стари натпис: бојадисац зограф Газиедра. Данашњи иконостас чини једноставна дрвена конструкција са иконама из прве половине 20. века, рад академског сликара Василија Рудановског.
На олтару није насликан агнец а свети оци нису насликани у погнутом већ усправном положају, мешање старих и новијих иконографских особина композиције, поклоњење агнецу, указују на примере сличне и
истовремене појаве у сродним црквама мање и веће удаљености од Сићевачке клисуре.

## Конзерваторски радови
Конзерваторско-рестаураторски радови на, архитектури, живопису и доградњи цркве као и обнови старог конака изведени су од 1994. до 1995. и од 2007. до 2010. године.

## Објекти у манастирској порти

### Стари конак
| „ | Све до 1880. Овим манастиром, поред старешине манастира, управљали су тутори, бирани од народа, од којих се зна за Рашу, Живка и Првула. Првул је подигао данашњи манастирски конак са три одељења на спрату и у приземљу са два подрума. | ” |

Стари конак је обновљен 1996. године од стране Завода за заштиту споменика културе Ниш. Исте године по завршетку рестаурације конак је освећен од стране епископа нишког владике Иринеја (данас Патријарха Српске православне цркве).
Конак у данашњем облику има: на спрату три собе, један салон, два купатила и велики ходник, а у приземљу једну салу, кухињу са трпезаријом и једно купатило.

### Манастирска звонара
Звонара са три звона налази се уз саму цркву (са њен јужне стране) и манастирског гробља са југоисточне стране. Звонара је првобитно била саграђене од дрвета са омањим кровом на четири воде од дасака. Најстарији писани податак о звонари сачуван је у манастирској Тапији из децембра 1885. у којој је наведено: 
| „ | ...једна звонара саграђена од дрвета са три звона... | ” |

Звонара у садашњем облику настала је 1938. О години њене изградње у Летопису манастира Сићевачког јеромонах Хризостом забележио је на страни 18: 
| „ | „Направљена је звонара која има три звона, у исту годину направљена је и „вила“ Ставре Цветковића индустријалца из Ниша.“ | ” |

Она је у основи димензије 2,75 m x 2,75 m, саграђена је од тврдог материјала у облику куле високе око 8 m. У горњем делу звонаре су по два отвора на све четири стране са аркадама на које се ослања пирамидалан кров на четири воде, покривен црепом. Испод крова су смештена три звона, различите величине, која су окачена на конструкцију од гвожђа. Звона су, према натписима на њима, изливена 1880. у ливници Ђорђа Бота и синова у Вршцу.
Изнад улазних врата у звонару постављена је бела мермерна плоча на којој је уклесан текст: 
| „ | „Ову су звонару подигли Сотир Н. Чохаџић, пензионер из Ниша, Вука и Миодраг Маринковић инжињери из Београда.“ | ” |

### Манастирско гробље
Манастирско гробље смештено је на суженом простору, свега неколико метара од јужне стране манастирске цркве. Са западне стране граничи се звонаром и старим манастирским конаком, са југа потпорним зидом који одваја манастирску порту од манастирске шуме, а једино се источно слободно отвара према манастирском дворишту и манастирској чесми.
На гробљу је 2013. године било дванаест гробова са надгробним споменицима и три гробна места.

### Манастирска чесма
Податак о манастирској чесми и њеном настанку наведен је на споменику од белог мермера (са десне стране чесме) на коме је исклесан текст следеће садржине: 
| „ | „Маностир све Богородиц 19. августа 1883 годи. Под владом краља Милан. Еснав лончарски ову чешму пре сто године правијо асад исти еснав преправијо из Ниш 22 5 1893.г. С.“ | ” |

Сличан данашњем, нови облик чесма је добила 1930. године када је пре њене изградње сачињена комплетна техничка документација, на основу акта Начелства среза Нишког и решења Техничке Секције бр. 3562 од 18. септембра 1929.
Коначни изглед чесма је добила у лето 2003. године захваљујући залагању сестринства манастира, настојатељице монахиње Татјане (Наталија) Бојковић и добротвора цркве, пре свега нишких занатлија.
Чесма је шестоугаоног облика са кровом истог геометријског облика покривеног „бибер“ црепом. На крову чесме је крст од кованог гвожђа. У средњој и две бочне нише са предње стране чесме налазе се три иконе које је осликала Славица Секулић иконописац из Ниша:
- У левој ниши осликан је икона Светог Архангела Михаила.
- У средњој ниши осликана је икона: Ваведење (улазак Пресвете Богородице у храм).
- У десној ниши осликана је икона Апостол Петар како држи кључеве од Раја.

На обновљеној чесми кроз три украсне луле изливене од бронзе отиче благотворна вода, непресушног извора, који својим жуборењем ствара утисак као да се налазите поред бучног и брзог планинског потока.

### Економски објекти
Испод Новог конака манастира налази се манастирска економија. Она се састоји од три зграде: 
- Штала са плевњом
- Гаража са шупом
- Свињарника

Објекти су од трошног материјала дотрајали и склони паду. У њима се све до краја 20. века чувала стока.

### Вила Персида
Вила Персида је један од значајнијих објеката у манастирској порти. Задужбина је нишког индустријалца Ставре Цветковића који је вилу сазидао 1938. године на основу одлуке епархијског управног одбора, православне епархије нишке бр. 2300 од 24/11. јуна 1937. године, која је донета на Ставрину личну молбу. Иако је у овој одлуци, коју је потписао епископ нишки Јован, стајало да после истека од 30 година „вила прелази у својину манастира“, током 1942. године епархијски управни одбор Православне епархије Нишке изменио је претходну и донео нову одлуку, и у њој додао тачку 10. која гласи:
| „ | Вила о којој је реч у овој одлуци својина је Манастира Свете Богородице у Сићеву од дана чим буде сазидана. Дародавац г. Ставра Н. Цветковић, индустријалац из Ниша може се само њоме користити, како му је то у првој тачки горе поменуте одлуке одобрено. | ” |

## Предања
Патријарх српски Гаврило (41. врховни поглавар Српске православне цркве) био је једно време искушеник у манастиру Сићево у коме се и замонашио 26. фебруара 1900, да би га сутрадан епископ нишки Никанор Ружичић рукоположио у чин јерођакона, а после седам дана у чин јеромонаха.
У капели се чува лепа, велика икона Крунисање Богородице из 19. века, коју су Руси донели из своје отаџбине „као поклон излеченог верника”. Ова икона је веома цењена од верника у околини Ниша јер јој се приписују чудотворна својства. Према наводима протојереја Зоран Филиповић из Нишке епархије...
...оно што њу издваја у односу на неку уметничку и културну вредност, јесте предање нишког краја и заправо искуство верног народа да је ова икона чудотворна, да су пред њом многи добили исцељење, и да су им молитве биле услишене.
Поред цркве се налази извор, који је недавно обновљен и фрескама осликан захваљујући донацији нишких занатлија, чија хладна и питка вода по народном веровању има исцелитељску моћ.

### Дарови нишких цинцара
Породица Чохаџић остала је позната по донацији манастира. Први дар је Јеванђеље штампано у Аустрији крајем 19. века, дар Николе С. Чохаџића. Испред увода мастилом трешње исписан је следећи текст: У Сићеву - Чохаџић Никола С., начелник округа нишког.
У истом манастиру, поводом подизања звоника 1938. године, изнад улазних врата уклесана је плоча од белог мермера димензија 45х35 цм на којој је уклесан текст: Ову звонару саградили су Сотир Н. Чохаџић, пензионер из Ниша, Вук и Миодраг Маринковић, инжењери из Београда.

## Признања
Из манастир Свете Богородице у Сићеву у специјалној серији марака Поште Србије нашле су се фреске распећа и васкрсења Христовог, као и улазак у Јерусалим.
Ови мотиви из сићевачког манастира први су мотиви из Ниша и околине у 185 година старој историји српске марке.

## Галерија
- Фрескодекорација манастира